# 劇場版 仮面ライダー剣 MISSING ACE
『劇場版 仮面ライダー剣 MISSING ACE』（げきじょうばん かめんライダーブレイド ミッシングエース）は、2004年9月11日より東映系で公開された日本の映画作品。特撮テレビドラマ「平成仮面ライダーシリーズ」『仮面ライダー剣』の映画化作品である。同時上映は『特捜戦隊デカレンジャー THE MOVIE フルブラスト・アクション』。
キャッチコピーは「物語は未来へ―。最終戦闘を目撃せよ!」。

## 概要
前年までとは異なり9月公開となった本作品は、剣崎たち仮面ライダーの活躍により全てのアンデッドが封印されてから4年後にあたる、栗原天音の14歳の誕生日前後が舞台となっている。
このようにテレビシリーズで描かれていた戦いが終結した後を描いた後日談を先行公開するとされていたが、その後に放映されたテレビシリーズ最終話は、劇場版である本作品には繋がらない結末を迎えている。脚本を手がけた井上敏樹は戦いの後日譚とした理由について、本作品の執筆時点では『剣』テレビシリーズを、自身がほとんど書いておらず内容をよく知らなかったため、一から書いた方が早かったからであったとしている。とはいえ、テレビシリーズ終盤の展開にも一部本作品のそれに準じた部分が見られており、第48話には本作品で志村純一を演じた黒田勇樹が、警官役としてゲスト出演もしている。
前年に引き続き、仮面ライダーブレイド キングフォームやジョーカー、ギラファアンデッド（怪人態のみ）といった、新フォームや新キャラクターがテレビシリーズに先駆けて登場している。
キャスト面では、新世代ライダーの3人には、映画『学校』で日本アカデミー賞・新人俳優賞を受賞した黒田勇樹、グラビアアイドルで女優の三津谷葉子、『ウルトラマンコスモス』の主人公春野ムサシ役で知られる杉浦太陽の弟である杉浦太雄を起用した。14歳に成長した設定となっている栗原天音は石田未来が演じ、テレビシリーズでの天音役の梶原ひかりも本作品内の天音の幼少時代という形で出演している。特撮OB・OGからは、前作『仮面ライダー555』より泉政行、村井克行、唐橋充が出演した。特に泉と村井は役名や同じ会社の役員という役柄など『555』での役柄を彷彿とさせる設定となっている。また、テレビシリーズ第1話にのみ出演した松金よね子が同じ役柄で出演した他、主題歌を担当したRIDER CHIPSのメンバーもゲスト出演を果たしている。
スタッフ面では、テレビシリーズにてパイロットを手掛けた石田秀範が映画作品を初演出。脚本は前述の通り井上敏樹が手がけている。メインカメラマンには、石田と同様に平成仮面ライダーシリーズ劇場版に初めて参加するいのくままさおが起用された。
前作『劇場版 仮面ライダー555 パラダイス・ロスト』がバイクアクションを中心としていたため、本作品ではスピーディーな肉弾戦を中心としている。

## あらすじ
生物の始祖的存在である不死の生命体アンデッドは人類を巻き込んだバトルロワイヤルを繰り広げていた。それを食い止めるため、人類基盤史研究所（以下“ BOARD ”）が作り出した戦士である仮面ライダーはアンデッドを封印し続けていた。
やがて大半のアンデッドは封印され、最後に残ったのは相川始と名乗る人間に化けていたジョーカー、またの名を仮面ライダーカリス。剣崎一真 / 仮面ライダーブレイドは始 / ジョーカーとの死闘の果てに彼を封印し、バトルロワイヤルは幕を下ろしたはずであった。
その4年後。仮面ライダーを引退し、清掃員として働いていた剣崎の元に、仮面ライダーとアンデッドの戦いを記した本の出版で財を成した、かつての仲間である白井虎太郎が現れる。虎太郎の姪である栗原天音の14歳の誕生日を、昔の仲間で祝おうというのだ。虎太郎と共に仲間たちに会いに行く剣崎だが、就職活動で忙しい上城睦月 / 仮面ライダーレンゲルや、結婚を控えた広瀬栞の反応は冷たい。4年間の空白で生じた溝にショックを受ける剣崎たちの前に、封印したはずのアンデッドが多数出現する。生身で応戦する剣崎だが、当然敵わない。そんな時、3人の仮面ライダーが突然現れ、瞬く間にアンデッドを封印していった。声をかける剣崎だったが、生身で戦ったことで夏美にビンタされ、聞こうとするも志村に止められ、3人は剣崎を無視してその場を後にした。
そのしばらく後、天音の家でパーティーの準備をする剣崎たちの前に、再び3人の仮面ライダー志村純一 / 仮面ライダーグレイブ、三輪夏美 / 仮面ライダーラルク、禍木慎 / 仮面ライダーランスが現れる。先日の戦いで剣崎が拾ったラウズカードを回収しに来ただけ、という彼らは、剣崎たちを「あなたたちの時代は終わった」となじる。その場を去る3人を追い掛ける剣崎たちを迎えたのは、すっかり雰囲気が変わった橘朔也 / 仮面ライダーギャレンだった。橘は、ジョーカー封印の直後、未知のアンデッドアルビノジョーカーによってアンデッドの封印が再度解かれたことを剣崎たちに告げる。協力を申し出る剣崎たちだったが、ライダーへの変身に必要なラウズカードに封印されるべきアンデッドは、未だ解放されたまま。志村たち3人は、足手まといは要らない、先輩面されちゃたまらないと、協力を拒むのだった。
そんな時、天音がデパートで万引きをして警察に捕まったと連絡が入った。天音は、信頼していた始がいなくなったことで、すっかり心を閉ざしてしまっていたのだ。釈放されて叱責する母の遥香から逃げ出す天音を追った剣崎の前に、アンデッドと白い怪人アルビローチの群れが現れる。改心した睦月や、駆け付けた志村たちの協力で、天音を守りながら逃げる剣崎たち。そして変身した橘がスパイダーアンデッドを封印したことで、睦月もレンゲルへの変身が可能になり、戦況はライダー側に傾き、アンデッドの残党は退散していった。
橘は、アルビノジョーカーの目的は、アンデッド同士の戦い＝バトルファイトに勝利することで得られる万能の力であるという推測を、剣崎たちに語る。睦月が変身できるようになったことで、再度協力を申し出る剣崎たちだったが、それでも志村たちは「チームワークが乱れる」と拒否。仕方なく、剣崎たちは独自に動くことを決意する。結婚式を控えて忙しい栞も、新アンデッドサーチャーを貸すという形で協力してくれた。そして剣崎たちは、剣崎が変身するためのカードに封印しなければならない、ビートルアンデッドと遭遇。睦月がこれを撃破し、剣崎はブレイドに変身できるようになった。それが気に食わない夏美と禍木は、レンゲルを攻撃、剣崎はブレイドに変身し、止めようとするも、志村が剣崎の力を試そうと襲いかかって来る。ライダー同士の戦いの最中、新手のアンデッドが乱入。それを封印したことで、志村は剣崎の実力を認めたが、夏美と禍木はそれを認めなかった。しかしその後、夏美と禍木が何者かに殺されたうえ、封印により集まった4枚のカテゴリーKのカードがなくなっていた。一同は疑心暗鬼に陥り、志村はこの中の誰かがアルビノジョーカーだと言い出す。
緊張が続く中、剣崎は天音を励まそうと彼女の下を訪れる。厚意を拒絶する天音だが、再びアルビローチの大群が2人を襲撃。駆け付けたライダーたちとアルビローチによる混戦の陰で、橘は天音に、彼女こそが太古の力を手に入れるために必要な生贄であり、そのためにアルビノジョーカーがアルビローチを仕向けて襲ってくることを明かす。一方、夏美と禍木の最期を虎太郎から知らされた栞は、2人が残したダイイングメッセージからアルビノジョーカーの正体に思い至り、結婚式場を飛び出して剣崎たちのもとに赴く。橘とはぐれた天音に、アルビノジョーカーの本性をあらわにした志村が襲い掛かろうとするが、栞の警告を受けた剣崎たちに阻止される。しかし無数のアルビローチから天音を逃がしきることは容易ではない。窮余の一策として、橘と剣崎が志村から奪ったジョーカーのカードを睦月が解放。復活した始はアルビローチを蹴散らし、気絶した天音を連れて撤退する。
とある湖畔で一息つく始を、剣崎の追撃を振り切ったアルビノジョーカーが奇襲し、4枚のカテゴリーKによって生み出したバニティカードの中に天音を封印してしまう。さらにアルビノジョーカーは、バニティカードをBOARD基地地下の研究室に安置された古代のレリーフに捧げ、巨大邪神14と一体となる。立ち向かう4人の仮面ライダーも、邪神の絶大な力には手も足も出ない。一計を案じた始は、14の相手を橘と睦月に任せ、剣崎を連れてレリーフのもとへ向かう。バニティカードに封じられた生贄の命を絶てば、14の力を削ぐことができると語る始は、天音の代わりに剣崎が犠牲になるよう要求する。死を覚悟した剣崎はその申し出を受けるが、カードが天音を解放して剣崎を取り込もうとした瞬間に始が割って入る。最初から始が自らを犠牲とするつもりだったことを悟った剣崎は、友を手に掛けることを躊躇するが、始の叱咤を受けて決意を固め、バニティカードを刺し貫く。
生贄が失われたことでもだえ苦しむ14を前に、態勢を立て直した剣崎、橘、睦月は、始の力を加えた4人で戦おうと誓う。弱体化したとはいえ、なおも手ごわい14に、剣崎は最強の姿キングフォームとなって斬りかかる。その一撃には14も耐え切れずに爆発炎上し、アルビノジョーカーの野望は潰えた。
戦いを終え、ハカランダで開かれた天音の誕生日パーティーに仲間たちが集まった。素直になった天音は今までの振る舞いを皆に詫びるが、ふと始がいたような気がして外に飛び出す。それは幻に過ぎなかったが、始はいつも天音のそばにいると剣崎は励ます。再開したパーティーは、全員が幸せそうな笑みを浮かべて寝転がるまで続くのだった。

## 登場人物

### 新世代ライダーの変身者
志村純一をリーダー格とする3人の新世代ライダーたち。夏美と禍木の2人は、志村によってスカウトされている。3人とも剣崎たちに対しては常に喧嘩腰な態度をとっていた。
志村 純一（） / 仮面ライダーグレイブ / アルビノジョーカー / 巨大邪神・14（）
22歳。射手座のO型。橘の助手としてバトルファイトに潜む古代遺跡の大いなる謎の研究に携わっている青年。元々大学で古代語の研究をしており、ディレクターズカット版ではギラファアンデッドを封印する際に、古代語で話していたところを睦月に目撃され怪しまれるが、橘が大学での研究のことを説明したことでその場を切り抜けている。
街頭の募金活動に進んで参加するなど、占い師からは「滅多にいないイイ奴」と評される、優しさの塊のような好青年であるが、夏美や禍木と同様に旧世代ライダーたちのことは快く思っておらず、冷やかな態度を取っている。一方でディレクターズカット版では、ブレイドに再び変身した剣崎に「自分たちは、思い上がっていたかもしれない」と謝罪する一幕も見られた。
その正体はもう一人のジョーカーアルビノジョーカーであり、上述の古代語を話せる本来の理由もこれに起因している。本性を現した後、天音を生贄にすることで巨大邪神・14と一体化。しかし始の自らを犠牲にした行為によって力が弱まり、最後はブレイドキングフォームのロイヤルストレートフラッシュで14諸共倒された。
『仮面ライダーディケイド』では、海東大樹（仮面ライダーディエンド）の生まれ故郷であるディエンドの世界の住人として登場しており、名前も海東純一と変更され、大樹の兄という設定になっている。

三輪 夏美（） / 仮面ライダーラルク
21歳。双子座のB型。元々OLだったが、異動願いを出すも、課長にお茶汲みの仕事ばかりを強要される態度に腹を立てその課長に飛び蹴りと一本背負いを放ってしまい、辞表を叩きつけて退職した過去を持つ。ピーコックアンデッドに襲われた際、志村と出会い仮面ライダーにスカウトされた。勝ち気でクールな性格で、前述の一件からも窺えるように口よりも先に手が出る短気で損をし、素直に思っていることを口にできず、リーダーシップを取ろうと思っても、二番手でいつも終わるタイプ。また男に対する対抗心が強いが、ピーコックアンデッドに襲われた時には禍木に助けを求めた上に自分だけ助かろうとする利己的な一面も持っている。また志村に対しては密かに想いを寄せている。一方で橘を除く旧世代ライダーには異様なライバル心を燃やしている。
物語中盤、アルビノジョーカーに殺された禍木から彼が封印したタランチュラアンデッドのラウズカード（クローバーK）を奪い、同時に志村からも残りのKのカードを奪うが、自身もアルビノジョーカーによって殺される。その際スペード4のカードを握り、禍木と同様にアルビノジョーカーの正体を現すイニシャルを示すというダイイングメッセージを残した。
『仮面ライダーディケイド』では、ディエンドの世界の住人として登場。本作品ではヒロインの光夏海と名前が同じためか、三輪春香という名前に変更されている。

禍木 慎（） / 仮面ライダーランス
21歳。獅子座のO型。ジャケットタイプの雨合羽を日常的に着用している。元はフリーターで、喫茶店のウエイターだったが、店内ではた迷惑に騒いでいた客に注意をした際に逆切れして自身に水をかけた客に頭突きをしたことからクビになった過去を持つ（しかし他の客も迷惑していたため、その様子を見た他の客全員からは拍手されていた）。夏美と共に復活したピーコックアンデッドに襲われた際、志村と出逢い仮面ライダーにスカウトされた。優秀だが一直線で猪突猛進、単細胞かつ血気盛んで気性が荒く、自信過剰なきらいもある。旧世代ライダーの剣崎たちを徹底的に見下している点は志村と同様。
物語中盤、残っていたカテゴリーKであるタランチュラアンデッドを封印した直後、アルビノジョーカーに襲われ殺される。その際クラブJのカードを握り、アルビノジョーカーの正体を現すイニシャルを示すダイイングメッセージを残した。
『仮面ライダーディケイド』では、ディエンドの世界の住人として登場。

## 仮面ライダー
本作品に登場する仮面ライダーは、便宜上「新世代ライダー」と「旧世代ライダー」の2つのカテゴリに大別される。これらの呼称は劇中では使用されず、主にマスメディアで用いられた。
新世代ライダーはアンデッドの復活を受け、橘朔也が新たに開発したライダーシステムを装着した適合者を指す。旧世代ライダーは彼らに対して、剣崎たちが変身するライダーを指しており、このうちブレイドとレンゲルは、変身に必要なスペードとクラブのカテゴリーAのアンデッドが共に解放されていたため、当初は変身ができない状態にあった。
| 仮面ライダー         | フォーム         | 使用技                                    | 使用カード        | 攻撃対象               |
| -------------------- | ---------------- | ----------------------------------------- | ----------------- | ---------------------- |
| 仮面ライダーブレイド | -                | ライトニングソニック（3,800 AP）          | ♠5+6+9            | リザードアンデッド     |
| 仮面ライダーブレイド | ジャックフォーム | ライトニングスラッシュ（1,600 AP）        | ♠6+2              | 仮面ライダーグレイブ   |
| 仮面ライダーブレイド | キングフォーム   | ロイヤルストレートフラッシュ（11,200 AP） | ギルド♠10+J+Q+K+A | 14、アルビノジョーカー |
| 仮面ライダーカリス   | -                | -                                         | -                 | -                      |
| 仮面ライダーギャレン | -                | -                                         | -                 | -                      |
| 仮面ライダーギャレン | ジャックフォーム | バーニングショット（2,200 AP）            | ♦2+4+6            | スパイダーアンデッド   |
| 仮面ライダーレンゲル | -                | ポーラーブリザード（1,200 MP）            | ♣6                | ビートルアンデッド     |
| 仮面ライダーレンゲル | -                | ドラゴンフライフロート（1,000 FP）        | ♥4                | 14                     |
| 仮面ライダーグレイブ | -                | グラビティスラッシュ（3,500 AP）          | MIGHTY            | アンデッド多数         |
| 仮面ライダーラルク   | -                | レイバレット（3,100 AP）                  | MIGHTY            | アンデッド多数         |
| 仮面ライダーランス   | -                | インパクトスタッブ（3,400 AP）            | MIGHTY            | アンデッド多数         |

### 新世代ライダー
本作品にのみ登場。再び解放されたアンデッドの脅威に対抗するために橘が開発した、新たなライダーシステムによって変身した仮面ライダー。その外観には共通してアルファベットの「A」がモチーフとして織り込まれている。
システムとしては最後期型であったレンゲルクロスを基に開発・再設計されており、変身方式もレンゲルと同じオープンアップ方式となっている。各人が纏うアーマーは、金属糸アーティフィシャルケプラーで編み込まれたアーティフィシャルスーツと超金属オリハルコンプラチナ製の装甲で構成される。また、頭部の中央にある単眼ダイヤモンドスコープにより、旧世代ライダーの複眼と同等の視界を得ている。この単眼の形状は、ダイヤのスーツの仮面ライダーだった橘が設計したためと思われる。
変身や戦闘においてはアンデッドを封印したカードを使っていた旧世代と異なり、アンデッドの力を擬似的にデータ解析したワイルドベスタを使用する。しかし通常のラウズカードも使用可能ではあるので、コンボ技を放つこともできると考えられる。MIGHTY以外は封印用のラウズカードのみを持つ。
専用武器はいずれも旧世代ライダーの装備を改良したもので、それぞれに初期能力値が設定されているものの、ラウズしたカードのAPを表示するフォース・リマインダー・サイトがブラックボックス化されており、使用できるAPの上限は不明になっている。
橘の過去の戦闘経験に基づき、新世代ライダーはチームを組んで集団戦を行う想定で設計されており、ラルクが射撃で敵を撹乱したところを、グレイブとランスが斬撃で仕留めるという戦法をとる。
彼らが移動手段として使用するバイクは、旧世代のものとは異なり専用車ではなく、性能は市販車と変わらないと思われる。
- ブレイドたちがキックが必殺技のため、全面に違いを出すため、武器を使った必殺技となった[9]。

#### 仮面ライダーグレイブ
志村純一が変身する仮面ライダー。基本カラーは黄で眼の色は赤。専用武器グレイブラウザーを用いた斬撃戦を得意とし、新世代ライダー3人の中でリーダー的役割を果たす。肩アーマーなどの形状や、ラウズバンク以外にラウザーにもカードを収蔵可能である点が他の2人とは異なる。
ツール
グレイブバックル
グレイブの変身ツール。WA「CHANGE」のカード（黄）を側面の差し込み口レディエーションオーヴに装填することで、バックルからカード状のベルトが自動的に伸長し装着される。「変身」の掛け声とともにバックル部のゲートを開くことで、「Open Up」の音声とともにグレイブアーマーを分解した光のゲートオリハルコン・エレメントを装着者の前面に放出、エレメントが自動的に装着者を通過することでグレイブへと変身する。変身後はベルト右腰にラウズカードを納めるラウズ・バンクが装着される。
『仮面ライダーディケイド』に登場した際には、変身時の「Open Up」の音声が省略され、変身音もブレイバックルと同じものになっていた（ラルク、ランスも同様）。
醒剣グレイブラウザー
ブレイラウザーを基に開発されたグレイブ専用の剣型カードリーダーで、普段は右腰のホルスターに収納されている。初期能力値は5,000 AP。ラウズカードを12枚まで収納可能なオープントレイが内蔵されている。トレイを円状に展開してカードを引き抜き、ラウズすることでベスタの効果を発揮する。何枚ラウズカードをラウズしても、攻撃力が減ることはない。
オリハルコンプラチナを極限まで研磨した刀身オリハルコン・エッジは地球上の固形物質で斬れないものはないと言われる。特に切っ先のヒーティング・エッジは高周波振動と高熱放射により切れ味が倍増している。
必殺技
グラビティスラッシュ
グレイブラウザーに「MIGHTY」のカードをラウズして発動する技。カードから得たフォースを刃に発生させ、敵の体を切り裂く。3,500 AP。
『超・電王トリロジー EPISODE YELLOW』で仮面ライダーディエンド コンプリートフォームに召喚された際は光刃として放っている。

#### 仮面ライダーラルク
三輪夏美が変身する仮面ライダー。基本カラーは赤、眼の色は緑となっている。身軽な動きを活かした高速戦法を得意とし、専用武器ラルクラウザーを用いて近・遠距離どちらにも対応できる。
ツール
ラルクバックル
ラルクの変身ツール。変身に際しWA「CHANGE」のカード（赤）を使用することと、バックル部の“A”の紋章の色を除けば、外観・起動方法ともにグレイブバックルと同様。
醒銃ラルクラウザー
ギャレンラウザーを基に開発されたラルク専用のボウガン型カードリーダー。初期能力値は5,500 AP。銃身上部スラッシュリーダーにカードをラウズすることで、ベスタの効果を発揮する。
先端の弓部バシリクスボウは開閉可能で、閉じることで高周波振動と高熱放射で敵を剣のように切り裂く近距離戦用の刃先となり、展開することで強力な光矢を発射するボウガンとして遠距離戦に対応できる。
『仮面ライダーディケイド』では、カードをラウズした際の音声が流れなかった（ランスのランスラウザーも同様）。
必殺技
レイバレット
ラルクラウザーに「MIGHTY」のカードをラウズして発動する技。ボウガン形態のラルクラウザーから発射された光矢が敵を貫く。3,100 AP。光矢を貫通させ、同時に3体のアンデッドを倒したこともある。

#### 仮面ライダーランス
禍木慎が変身する仮面ライダー。外観は基本カラーが緑、眼の色がオレンジである点を除けば、ラルクとほぼ同様のものとなっている。常に正面から敵に挑むパワフルな戦法を得意としており、専用武器ランスラウザーを用いた連続技で敵をなぎ倒していく。
ツール
ランスバックル
ランスの変身ツール。変身に際しWA「CHANGE」のカード（緑）を使用することと、バックル部の“A”の紋章の色を除けば、外観・起動方法ともにグレイブバックルと同様。
醒杖ランスラウザー
レンゲルラウザーを基に開発されたランス専用の槍型カードリーダー。初期能力値は6,000 AP。柄の後端スラッシュリーダーにカードをラウズすることで、ベスタの効果を発揮する。
穂先のバシリクスエッジは1秒間に200万回微細振動することで高熱を放射し、対象を破壊する。また柄の後端にあるエメラルドケースはカードのフォースを蓄積するフォースバンクを保護するための箇所だが、打撃に用いることも可能である。
必殺技
インパクトスタッブ
ランスラウザーに「MIGHTY」のカードをラウズして発動する技。刃先に強力なエネルギー場を発生させ、敵の体を一撃で引き裂く。3,400 AP。

## アンデッド・その他の敵

### 本作品のみ・先行登場
ビートルアンデッド
スペードスーツのカテゴリーAに属する、ヘラクレスオオカブトの祖たる不死生物。黒い体色と黄色い複眼が特徴。巨体ながら高いジャンプ力と逃げ足の速い脚力や、剛腕で持つ破壊剣オールオーバーと100トンもの衝撃に耐える左手の盾を武器とし、全身には無数の棘が生えている。スパイダーアンデッドとともに天音を狙う。剣崎はこのアンデッドが封印されるまで変身できなかった。
当初は素手のみでラルクを退けた他、オールオーバーでレンゲルを翻弄していたが、最後はギャレンがスパイダーアンデッドを封印したことで変身能力を取り戻したレンゲルのポーラーブリザードを喰らい、再封印された。これにより剣崎は仮面ライダーブレイドへの変身が再び可能となった。
劇中では他のアンデッドたちを束ねながら、古代語でスパイダーアンデッドと会話もしていた。
- カブト虫の質感を出すため、高い光沢の黒で塗装し、突起部の先端などは金色の上にクリアーバイオレットを塗装している。スーツは後にテレビシリーズに登場するコーカサスビートルアンデッドに色変えされた他、『仮面ライダーディケイド』では22話のディエンドの世界に登場するダークローチの行動隊長ボスローチにリペイントされた。

リザードアンデッド
スペードスーツのカテゴリー2に属する、トカゲの祖たる不死生物。右腕の剣や、左腕の斧、尻尾のナイフなど、全身に無数の鋭利な刃物を装備しており、これによりすれ違い様の敵を瞬時に切り刻む攻撃を得意とする。
グレイブとギラファアンデッドの後を追うとするブレイドの前に現れるが、最後はライトニングソニックを喰らい、自身のカードの使用者であるブレイドによって再び封印された。
テレビシリーズでは物語開始時点で既に封印されていたが、回想シーンでアンデッド解放事件に巻き込まれていたほか、1万年前のバトルファイトではタイガーアンデッドに敗れ、封印された経緯も描かれている。
『仮面ライダーディケイド』では最初に人間を襲った怪人として1話に登場。30話でも再登場している。
- スーツはライオンアンデッドの改造。アーマーのブロンズを銀に変え、トカゲのレリーフを胸アーマー部に、ウロコのモールドと尾を皮膚部に追加している。「スラッシュ」という属性のため、多数のナイフ類を各部に装備している。そのまま鼻面が長いトカゲの頭が載っかるデザインを避けるため、トカゲ人間のデザインをマスク化している。

ギラファアンデッド
ダイヤスーツのカテゴリーKに属する、ギラファノコギリクワガタの祖たる不死生物。終始アンデッド態のままで通していたほか、人語ではなく古代語のみを話し、専用の双剣ヘルター・スケルターも使わないなど、テレビシリーズに登場したものとは様々な面で差異が見られる。
こちらでは両腕の角と手榴弾にもなる腰の角を使用してブレイドとグレイブを襲撃。最後は自分を追ってきたグレイブに封印されるが、古代語で会話をしていたことから志村の正体がアルビノジョーカーであることに気付いた模様。

スキッドアンデッド
クラブスーツのカテゴリー9に属する、烏賊の祖たる不死生物。十数メートルに伸ばした体足で水中を泳ぐかのように宙を舞ったり、全身に生えている無数の触手を張り巡らせ、街にパニックを起こした。全身の吸盤で獲物の体液をすすると言われる。
テレビシリーズでは、回想シーンでアンデッド解放事件に巻き込まれたという経緯が描かれている。
- スーツはバットアンデッドの改造。イカ型の黒いドクロの両目の頭部、触手が口から這い出たデザインとなっている。吸盤に見せかけたシルバーリングや背面左のイカマントでフォルムを隠している。イカデビルのオマージュとなっている。

ジョーカー
如何なる生物の祖でもない、53番目の不死生物。始の正体でもあり、4年前に剣崎＝ブレイドに封印されて以来、アルビノジョーカーにも解放されることなくカードに封印され続けていた。封印されたカードは志村＝グレイブが所有していた。

アルビノジョーカー
志村純一の正体でジョーカーの表裏一体となる亜種にあたる存在。人化能力や封印されたアンデッドを解放する能力を持ち、アンデッド語も解する。左腕には鋭いカッターを備え、掌からは衝撃波ヘルファイアを放つ。劇中では使用していないが、武器として巨大鎌デスサイスを有している。また、腹部の白いジョーカーラウザーで、カードに封印された他のアンデッドの能力と姿を模することも可能である。
天音を助けて油断した始に不意打ちのヘルファイアを放ちながら、嘲笑うという邪悪な本性を持つ他、アンデッドを狩る獣や殺戮マシーンと称されるジョーカーと異なり、理知的で狡猾な面も持つ。アルビローチを操りながら志村純一として暗躍後はライダーシステム、レンゲルクロスを基にしたグレイブバックルと人造アンデッドのケルベロスのカードで仮面ライダーグレイブに変身するなど人間とアンデッドの双方が開発したシステムや力を使役しながら、ジョーカーのカードや始が使っていたハートスーツのカードも手中に収めていた。自らが封印したギラファアンデッドとタランチュラアンデッドを封印した禍木とそれらを奪った夏美の殺害を機に本性を現して天音を襲撃するが、剣崎たちとの交戦により失敗。最終的に天音を4枚のカテゴリーKから再び作り出したバニティカードに封印し、偉大なる力の生贄として捧げ、14との融合に成功する。
融合後は14の強大な力で4人の仮面ライダーたちを追い詰めるが、剣崎と始によって天音が救い出されたことで弱体化してしまい、最後は14と共にロイヤルストレートフラッシュの一撃を受け、断末魔の叫びを上げながら14諸共爆散した。
本来の役割は判然としていないが、人類が創造した仮面ライダーによってすべてのアンデッドが封印されるなど、イレギュラーな要素によって中断したバトルファイトを再開させるための存在と思われる。
- 「アンデッドを殺す者」としてジョーカーがアンデッドの血をイメージさせる緑を差し色としていたのに対し、こちらは「人を殺す者」として人間の血のイメージである赤を差し色とし、腕部と脚部が鏡合わせのデザインとなっている。ただし、ジョーカーラウザーとカードボックスの位置は変わらず、こちらの差し色は白となっている。

アルビローチ
アルビノジョーカーの配下でゴキブリに酷似した姿の怪生物。テレビシリーズ終盤に登場したダークローチの亜種にあたり、同様に生物の祖ではないイレギュラーな存在。能力や外見、それに大群で行動するという性質もダークローチとほぼ共通しているが、体色はアルビノジョーカー同様に白が基調となっている。触覚は10キロメートル四方の獲物の存在を感知する。敵の動きを麻痺させる神経毒を持つ爪を武器とし、背中に収納された羽根を伸ばして滑空も可能。ダークローチ同様、アンデッドではないため、封印することはできない。
発生する際の描写はないが、消滅時に一瞬人骨のようなものが見える。
- デザインモチーフは白アリ。鉄輪で筋肉と長い触角、背中の羽根を縛り上げた白いゴキブリ人間のデザインとなっている。

巨大邪神・14（）
本作品における最大の敵で、「超古代の偉大にして絶対的な最強の力」。本来はバトルファイトの勝者に与えられる万能の力であったが、1万年前のバトルファイトの勝者であるヒューマンアンデッドがこれを拒んだため、谷川連峰山中の洞窟にあるレリーフに封印されていた。
4年前の時点でアルビノジョーカーを除いたすべてのアンデッドが封印され、「バニティカード」も存在していたが、召喚するにはアンデッドたちを解放させてバトルファイトを再開し、改めて勝者となる必要がある。最終的にすべての条件が満たされ、4枚のカテゴリーKのカード、そして古代のレリーフの封印を解いた栗原天音を封印したバニティカードを捧げることにより、アルビノジョーカーに召喚される。
巨体デストロイヤーボディから放たれる反重力エネルギーによって空中を自在に動き回り、両肩のデストロイヤーホーンで黒雲と豪雨を呼ぶ。大蛇のような下半身の先端は、石化毒を撒き散らす双頭蛇アンフェスバエナになっている。また4本の腕のうち右上腕に剣、左上腕に聖杯型の雷撃発生機を構えている。さらに胸にある第2の口デストロイヤーマウスからは1,700 ℃の業火を吐き、圧倒的な戦力でライダーたちを窮地に追いやった。
アルビノジョーカーは胸部のフュージョンベースから上半身を外に出す形で融合していた。なお、デストロイヤーマウスの奥にある紋章14バックルが弱点となっている。剣崎と始が天音を解放したことで弱体化するが、それでもなおジャックフォームとなったブレイド、ギャレン、カリスのドラゴンフライフロートで飛行するレンゲルを圧倒。最後はキングフォームとなったブレイドのロイヤルストレートフラッシュでアルビノジョーカーごと真っ二つに斬られ、爆散した。
『仮面ライダーディケイド』にも登場。本作品と異なり、短髪に眼鏡を掛け、白いスーツを着た人間体の姿を持っており、普段はこの姿をしている。
- 名称はトランプの最大数（K＝13）を越える存在であることに由来する。蛇竜をイメージした体で、アルビノジョーカーに合わせた白の配色となっており、ゴールドを配している。デザイン段階ではトランプのスーツに対応して4つの武器を持っており、スペードの剣スペードヴレイドとハートの聖杯（雷撃）ハートサンダーに加え、ダイヤ（金貨）型の盾ダイヤシールドとクラブ（杖）クローバークラブを装備している想定だった。

### テレビシリーズ登場済
- ローカストアンデッド
- ディアーアンデッド
- トリロバイトアンデッド
- バッファローアンデッド
- イーグルアンデッド
- カプリコーンアンデッド
- ゼブラアンデッド
- ピーコックアンデッド - 「NEW GENERATION」のみ登場。
- シェルアンデッド
- プラントアンデッド
- モスアンデッド
- スパイダーアンデッド
- モールアンデッド
- タランチュラアンデッド

## キャスト
- 剣崎一真 - 椿隆之
- 相川始 - 森本亮治
- 橘朔也 - 天野浩成
- 上城睦月 - 北条隆博
- 志村純一 - 黒田勇樹
- 三輪夏美 - 三津谷葉子
- 禍木慎 - 杉浦太雄
- 広瀬栞 - 江川有未
- 白井虎太郎 - 竹財輝之助
- 幼い天音 - 梶原ひかり
- 栗原天音 - 石田未来
- 金満里子 - 松金よね子
- 占い師 - 内田春菊
- 警備員[30][注釈 4] - 高岩成二
- 編集者[31][注釈 4] - 加門良、顔田顔彦
- 天音の友人[32] - 斉藤友以乃
- 山瀬朝生
- 小林和徳
- 天音の友人[32][注釈 4] - 佐野友香
- 結婚式場スタッフ - デルチャ・ミハエラ・ガブリエラ
- 栗原遥香 - 山口香緒里
- 烏丸啓 - 山路和弘

### 友情出演
- 面接官・花田 - 村井克行
- 面接官・馬場 - 泉政行
- デパートの警備員 - 唐橋充

### 特別出演
- RIDER CHIPS
  - ハカランダで演奏する男 - 野村義男
  - スキッドアンデッドに襲われる男 - 寺沢功一
  - ハカランダの客 - 宮脇知史

### 声の出演
- マーク・大喜多
- カリル・メクダシ
- アルビローチ[33] - 塩野勝美
- 福山弘幸
- 大村亨
- 伊藤弘幸
- 石川清匠
- 石田泰弘

### スーツアクター
- ブレイド[出典 1]、スキッドアンデッド[34]、ビートルアンデッド[34]、アルビローチ[34] - 高岩成二
- カリス[34] / ランス[34]、ジョーカー[36]、アルビローチ[34] - 伊藤慎
- ギャレン[34]、ギラファアンデッド[34]、バッファローアンデッド[34]、アルビローチ[34] - 押川善文
- レンゲル[出典 2]、イーグルアンデッド[34]、アルビローチ[34] - 岡元次郎
- グレイブ[34][38]、アルビノジョーカー[38] - 永瀬尚希
- ラルク[34] - 小野友紀
- 渡辺淳
- 福沢博文
- 矢部敬三
- 山口喜生
- 佐々木俊宜

#### ノンクレジット
- アルビローチ[39] - 小倉敏博
- 中川素州[40]
- 中島俊介[40]
- 坂手透浩[40]
- 宮川康裕[40]
- 大岩永徳[40]
- 山崎広嗣[40]
- 高田瞳[40]
- 金森規郎[40]
- 竹内康博[40]
- 佐藤賢一[40]
- 杉口秀樹[40]
- 斉藤英長[40]
- 藤榮史哉[40]
- 宇田卓也[40]
- 縄田雄哉[40]
- 金子佳代[40]
- 平木ひとみ[40]

## スタッフ
- 原作 - 石ノ森章太郎
- 脚本 - 井上敏樹
- 製作 - 福湯通夫（東映）、泊懋（東映アニメーション）、早河洋（テレビ朝日）
- 企画 - 鈴木武幸（東映）、木村純一（テレビ朝日）、日達長夫（東映ビデオ）、竹内淳（バンダイ）、永井秀之（アサツー ディ・ケイ）、福中修（東映アニメーション）
- スーパーバイザー - 小野寺章（石森プロ）
- プロデュース - 日笠淳、武部直美、宇都宮孝明、松田佐栄子
- 撮影 - いのくままさお
- 照明 - 明田光男
- 美術 - 大嶋修一
- 録音 - 畑幸太郎
- 編集 - 長田直樹
- 助監督 - 柴﨑貴行、息邦夫、塩川純平、安井祥二、実政紀
- 制作主任 - 藤井達夫
- キャラクターデザイン - 飯田浩司（石森プロ）、野中剛・鈴木和也・吉野修広・田中宗二郎・下田竜彦（PLEX）
- クリーチャーデザイン - 韮沢靖
- 音楽 - 三宅一徳
- 特撮監督 - 佛田洋
- VFXスーパーバイザー - 足立亨（特撮研究所）、佐藤敦紀（Motor/lieZ）
- コンテ - なかの★陽
- アクション監督 - 宮崎剛（ジャパンアクションエンタープライズ）
- 制作協力 - 東映テレビ・プロダクション
- 劇場版「ブレイド・デカレンジャー」製作委員会（東映、東映アニメーション、テレビ朝日、東映ビデオ、アサツー ディ・ケイ、東映エージエンシー、バンダイ）
- 監督 - 石田秀範
- 配給 - 東映[注釈 1]

## 主題歌
「ELEMENTS」
作詞 - 藤林聖子 / 作曲 - 藤末樹 / 編曲 - RIDER CHIPS + 渡部チェル / 歌 - RIDER CHIPS Featuring Ricky AVCA-22153
テレビシリーズにおいても、本作品が公開される直前の9月5日放送分（第31話）より、オープニングテーマとして使用されている。

## 映像ソフト化
- HEROES 〜劇場版 仮面ライダー剣 MISSING ACE メイキング〜（DVD1枚組、2004年9月21日発売）
  - 撮影風景のドキュメンタリー、スタッフやキャストのインタビューを収録。
- 劇場版 仮面ライダー剣 MISSING ACE 通常版（DVD1枚組、2005年1月21日発売）
  - 本編：劇場公開版本編を収録
  - 映像特典
    - 製作発表
    - 初日舞台挨拶（丸の内）
    - 予告・PR集
    - データファイル

  - 初回限定特典
    - 特製ライナーカード（2枚）
    - 特製三方背アウターケース付きスペシャルジャケット仕様（初回生産分終了後はアウターケース無し・通常仕様のジャケットに切り替え）

オリコンウィークリーの最高位は第3位であり、この順位は、『仮面ライダー×仮面ライダー W&ディケイド MOVIE大戦2010』コレクターズパックがオリコンウィークリー第2位となるまで、仮面ライダーシリーズの映像ソフトにおける最高位の記録を保持していた。
- 劇場版 仮面ライダー剣 MISSING ACE Blu-ray（1枚組、2009年6月21日発売）
  - 本編：劇場公開版本編を収録
  - 映像特典
    - 特報
- 劇場版 仮面ライダー剣 MISSING ACE ディレクターズカット版（DVD2枚組、2005年5月21日発売）
  - ディスク1：本編DVD（15分以上の未公開シーンを追加し、エンディングロールも新規に製作して再編集した本編を収録）
    - 音声特典
      - オーディオコメンタリー（監督：石田秀範）

  - ディスク2：特典DVD
    - HEROES -劇場版 仮面ライダー剣 MISSING ACE メイキング- DC補完版
    - 完成披露試写会 舞台挨拶
    - 公開記念トークイベント
    - プレミア上映会トークショー
    - 鈴鹿8耐参戦記者発表会
    - 公開直前SP番組インタビュー集
    - 総合プロモーション
    - 特報
    - TVスポット
    - POSTER VISUAL

  - 初回限定特典
    - デジパック仕様（初回生産分終了後はトールケース・通常仕様のジャケットに切り替え）
- 仮面ライダー剣 THE MOVIE コンプリートBlu-ray（2枚組、2024年5月8日発売）
  - ディスク1：『劇場版 仮面ライダー剣 MISSING ACE』劇場公開版Blu-ray
    - 映像特典
      - 特報

  - ディスク2：『劇場版 仮面ライダー剣 MISSING ACE』ディレクターズカット版Blu-ray
    - 音声特典
      - オーディオコメンタリー（監督：石田秀範 / DVD版と共通）

    - 映像特典
      - HEROES 〜劇場版 仮面ライダー剣 MISSING ACE メイキング〜
      - HEROES 〜劇場版 仮面ライダー剣 MISSING ACE メイキング〜 DC補完版
      - 製作発表
      - 鈴鹿8耐参戦記者発表会
      - 公開直前SP番組インタビュー集
      - 完成披露試写会舞台挨拶
      - 公開記念トークイベント
      - プレミア上映会トークショー
      - 初日舞台挨拶
      - 総合プロモーション
      - TVスポット

  - 初回限定特典
    - ブックレット（8P）

## 他媒体展開

### テレビシリーズ
『仮面ライダー剣』
『NEW GENERATION』
テレビシリーズの第28話（2004年8月8日放送分）から第32話（2004年9月12日放送分）にて、本編終了後（一部の地域を除く）に放映された、約1分の特別予告編となる全5話のショートストーリードラマ。
本作品の前日譚にあたり、志村ら新世代ライダーの出会い、そして3人とその変身後の姿を描く。この他ピーコックアンデッドや、清掃員として働く剣崎も登場している。
この短編映像は、映画館で販売された本作品のパンフレット特別版の付録DVDにのみ収録されており、現在では入手困難である。
翌年以降の平成仮面ライダーシリーズでも、内容は様々だが劇場版関連のショートムービーが制作・放送されている。
『仮面ライダーディケイド』
第22・23話に、新世代ライダーと巨大邪神・14が登場。

### 他映画
『仮面ライダー×仮面ライダー×仮面ライダー THE MOVIE 超・電王トリロジー EPISODE YELLOW お宝DEエンド・パイレーツ』（2010年6月19日公開）
『仮面ライダー電王』と『仮面ライダーディケイド』のクロスオーバー作品。仮面ライダーグレイブが登場する。

### 玩具・小説
S.I.C. HERO SAGA
先行してS.I.C.シリーズにラインナップされていた、仮面ライダーブレイドらを改造した新世代仮面ライダー3人のフィギュアが製作された。作例は単行本『S.I.C.HERO SAGA VOL.2』に収録されている。
『MASKED RIDER DEN-O『ロスト・トレイン』』
『仮面ライダー電王』の小説作品。過去の時代に存在していた昭和ライダーが消えてしまい、平成ライダーが彼らに代わって最終決戦に臨むという展開になっている。
同作品に登場する仮面ライダーブレイド（剣崎一真）は、映画本編終了後の時系列からデンライナーに乗せて来たという設定である。